# Funtumie
Funtumie (Funtumia) je rod rostlin z čeledi toješťovité. Zahrnuje 2 druhy stromů se vstřícnými jednoduchými listy a drobnými květy v hustých vrcholičnatých květenstvích. Je rozšířen v tropické Africe. Druh Funtumia elastica je zdrojem kvalitního kaučuku.

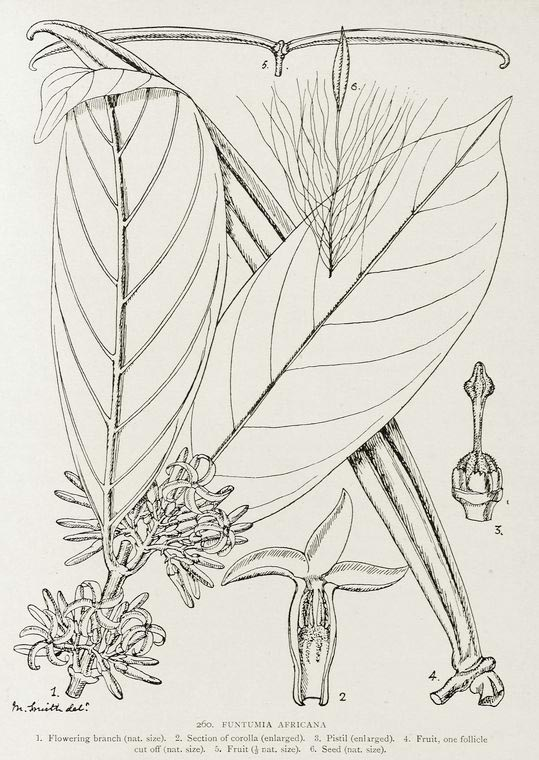
Kresba Funtumia africana

## Popis
Funtumie jsou stálezelené stromy dorůstající výšky až 30 metrů, případně keře. Rostliny při poranění roní lepkavý latex. Borka je hladká, někdy s řídkými lenticelami. Dřevo je měkké a lehké. Listy jsou vstřícné, jednoduché, řapíkaté. Čepel je vejčitá, eliptická nebo podlouhlá, sbíhající na řapík, se zvlněným nebo podvinutým okrajem. Žilnatina je zpeřená. V úžlabí postranních žilek na spodní straně listů jsou často domatia. Květenství jsou stěsnaná, mnohokvětá, vrcholová i úžlabní, vrcholičnatá, mnohem kratší než listy. Květy jsou pravidelné, dužnaté, vonné. Kalich je složen z 5 volných, tlustých, vejčitých kališních lístků. Koruna je bílá, zelenavá, žlutavá nebo oranžová, nálevkovitá, s korunní trubkou v polovině na jedné straně ztlustlou a se staženým ústím. Korunní laloky se překrývají směrem doprava. Tyčinky přirůstají přibližně v polovině korunní trubky a nevyčnívají. Prašníky jsou střelovité a přirůstají ke čnělkové hlavě. Nitky jsou velmi krátké nebo chybějí. Gyneceum je složeno ze 2 volných semeníků (spojených pouze bází čnělky), obsahujících mnoho vajíček. Plodem je souplodí 2 na bázi srostlých měchýřků. Semena jsou vřetenovitá, na vrcholu opatřená dlouhými přímými štětinami.

## Rozšíření
Rod funtumie zahrnuje 2 druhy.
 Je rozšířen v tropické Africe. Areál rozšíření zahrnuje téměř celou subsaharskou Afriku, na jih po Angolu a Mosambik.

## Taxonomie
Rod Funtumia je v rámci čeledi Apocynaceae řazen do podčeledi Apocynoideae a tribu Malouetieae. Mezi příbuzné rody náleží např. Pachypodium.

## Význam
Strom Funtumia elastica je významným zdrojem kvalitního kaučuku, který se sbírá zejména z divoce rostoucích stromů. Druh pochází z tropické Afriky, je však pěstován i v jiných oblastech tropů, např. v jižní Číně. Jeho pěstování začalo koncem 19. století, výnos je však podstatně menší než u kaučukovníku brazilského. Sběr probíhá z hlubokých a širokých zářezů do kmene. Funtumia africana se jako zdroj kaučuku nehodí. Oba druhy jsou využívány v domorodé africké medicíně.